# Aricia calida
Aricia calida är en fjärilsart som beskrevs av Bell 1862. Aricia calida ingår i släktet Aricia och familjen juvelvingar. Inga underarter finns listade i Catalogue of Life.